# Frühchristlicher Friedhof von Pécs
Der frühchristliche Friedhof von Pécs ist Teil einer Nekropole der antiken Stadt Sopianae, dem heutigen Pécs in Ungarn, und gehört seit 2000 zum UNESCO-Weltkulturerbe.

## Lage
Die antike Nekropole ist durch die heutige Stadt überbaut; die Grabmäler müssen deshalb an verschiedenen Orten aufgesucht werden. Folgende sind für die Öffentlichkeit zugänglich:
- Janus Pannonius utca / Káptalan utca: Cella Septichora mit Besucherzentrum (von hier aus Zugang zu mehreren Gräbern, darunter der Peter-und-Paul-Grabkammer);
- Janus Pannonius utca: Mausoleum;
- Apáca utca 8;
- Apáca utca 10.

## Geschichte
Die Stadt Sopianae wurde im 2. Jahrhundert n. Chr. von Kolonisten aus Pannonien und Italien am Kreuzungspunkt wichtiger Straßen gegründet. Sie erlebte im 4. Jahrhundert ihre Blütezeit und war Hauptstadt der römischen Provinz Valeria. In dieser Zeit wurden im Bereich des Forums mehrere öffentliche Gebäude errichtet.
Zur Geschichte des Christentums im östlichen Transdanubien fehlen schriftliche Quellen; man kann aber vermuten, dass Sopianae Bischofssitz war.
Es gab mehrere Gräberfelder. Eines davon lag im Norden der Stadt; bekannt sind rund 500 Bestattungen. Im Westen dieses nördlichen Gräberfeldes, in einem etwa 250 × 300 Meter großen Gebiet, wurde „eine nicht gerade arme christliche Bevölkerungsgruppe“ bestattet. Nach dem Untergang des Weströmischen Reichs wurden diese Bauwerke von Hunnen, Germanen und Awaren als Wohnraum genutzt.
Die Kontinuität an diesem Ort ist bemerkenswert: „Es kann kein Zufall sein, dass das Bistum von Pécs am Anfang des 11. Jahrhunderts ... gerade im mit den besten und größten Kapellen am dichtesten bebauten Teil des frühchristlichen Gräberfeldes errichtet wurde.“ Eine Erklärung wäre, dass 1009 im Bereich der Kathedrale noch spätantike Gebäude standen und das beste davon instand gesetzt und als Hauptkirche benutzt wurde.

## Beschreibung
Der frühchristliche Friedhof befindet sich im Bereich direkt vor der Kathedrale von Pécs, in der Antike war dies ein terrassiertes Gelände. Bis 2000 waren fünfzehn Bauwerke in mehr oder weniger fragmentarischem Zustand freigelegt worden. Die meisten sind Memorialkapellen (cellae memoriae), von denen aus man über einige Stufen jeweils in eine unterirdische Grabkammer (cubiculum) gelangt. Sie haben einen rechteckigen Grundriss und meist eine Apsis und ein Tonnengewölbe. Für diesen in Sopianae mehrfach angetroffenen zweigeschossigen Grabbau gibt es wenige vergleichbare Bauten.
„Die cellae memoriae im oberen Stock dienten vermutlich für das Totenmahl, die untere Grabkammer (hypogaeum)  war  ausschließlich für die Toten bestimmt.“
Die Wände sind, vergleichbar mit den römischen Katakomben, durch alttestamentliche Motive geschmückt, die man typologisch auf die Auferstehung bezog (Noah, Jona, Daniel), sowie mit den wichtigsten Personen des Neuen Testaments: Jesus Christus, Maria und den Aposteln. Man nimmt an, dass diese Wandmalereien von wandernden italienischen Künstlern ausgeführt wurden.
Außerdem wurde eine Grabkapelle mit kleeblattförmigem Grundriss (cella trichora) und eine mit sieben Apsiden (cella septichora) gefunden, wobei es sich wohl um Memorien von Familien handelt. Das bemerkenswerteste Gebäude ist das sogenannte Mausoleum: es ist viel größer als die übrigen, besitzt besonders qualitätvolle Wandmalereien, und enthält einen Marmorsarkophag.

### Archäologische Untersuchung
Mit Unterstützung der Europäischen Union wurde das frühchristliche Gräberfeld von Pécs in den Jahren 2005 bis 2006 von einem Team des Janus Pannonius Museums unter Leitung von Zsolt Visy archäologisch untersucht. Zsolt Visy konnte zeigen, dass der Vorraum zur Grabkammer mit Erde verfüllt worden war, also unzugänglich; für das Totengedenken der Lebenden standen nur die Grabkapellen zur Verfügung.

### Die einzelnen Bauwerke des Welterbes
(Arabische Zahlen: die bei der Nominierung zum UNESCO-Welterbe verwendete Zählung; römische Zahlen: die von Olivér Gabór entwickelte neue Zählordnung, welche in der neueren Literatur und in der Ausstellung vor Ort verwendet wird):
| Nr. |        | Name                      | Lage             | Beschreibung | Bild |
| --- | ------ | ------------------------- | ---------------- | --- | ---- |
| 1   | I      | Peter-und-Paul-Grabkammer | Szent István tér | 1782 beim Abriss eines Gebäudes entdeckt. Die oberirdische Memorialkapelle wurde während der Auffindung teilweise abgerissen, erhalten blieb die tonnengewölbte Grabkammer mit einem Vestibül. Die Wandmalereien der Grabkammer blieben intakt: Petrus und Paulus verweisen auf das Christogramm; Adam und Eva, Daniel in der Löwengrube (?), Jona; Arche Noah; Maria mit dem Kind; drei Männer im Feuerofen. Deckenbemalung: Im Zentrum ein Christogramm, in den vier Ecken Porträts der Bestatteten; florale Ornamente. |      |
| 2   |        | Weinkrug-Grabkammer       | Szent István tér | Um 1800 beim Bau eines Kellers entdeckt, aber erst 1939 ausgegraben. Das Tonnengewölbe der zweistöckigen Grabkammer war eingestürzt und der Schutt der Memorialkapelle lag darüber. Eine Nische der Grabkammer war mit dem Motiv von Weinkrug und Glas ausgemalt; an den Wänden der Kammer waren Weinreben dargestellt. |      |
| 3   |        |                           | Szent István tér | 1913 entdeckte, eingestürzte Grabkammer ohne Ausmalung. |      |
| 4   |        |                           | Szent István tér | 1913 entdeckte, intakte Grabkammer mit Sarkophag, ohne Ausmalung. |      |
| 5   | V      |                           | Szent István tér | Die archäologische Untersuchung war 2000 noch nicht abgeschlossen. Gábor Kárpáti legte ein in die Erde eingetieftes, oktogonales Mausoleum mit bis zu 4 Metern hoch erhaltenen Wänden frei; vergleichbar ist das Mausoleum Diokletians in Split. Es blieb unfertig, wohl weil die Provinz Valeria im 5. Jahrhundert aufgegeben wurde, und war wegen seiner Nachbarschaft zu eindeutig christlichen Grabbauten wohl auch als christliches Mausoleum geplant. |      |
| 6   |        |                           | Szent István tér | Nur ein kleiner Teil der Grabkammer ist erhalten. |      |
| 7   |        |                           | Szent István tér | Grabkammer mit Vestibül, darin zahlreiche Kleinfunde aus dem 9. und 10. Jahrhundert, wahrscheinlich zu dieser Zeit als Wohnraum genutzt. |      |
| 8   |        |                           | Szent István tér | Verputzte Grabkammer ohne Bemalung. |      |
| 9   |        |                           | Szent István tér | Reste einer Memorialkapelle; darunter eine Grabkammer. |      |
| 10  | XXXI   | Cella Trichora            | Szent István tér | 1922 ausgegrabene Kapelle mit drei Apsiden; anstehendes Mauerwerk maximal 130 cm hoch. Terrazzo-Fußboden; Spuren von Wandbemalung des 4. Jahrhunderts, die im 10. Jahrhundert übermalt wurde. |      |
| 11  | XXXII  | Cella Septichora          | Káptalan utca    | 1938–1939 ausgegrabenes Gebäude mit sieben Apsiden, was sehr ungewöhnlich ist (vergleichbar ist St. Gereon in Köln mit neun Apsiden). 22,67 Meter Länge, west-östlich ausgerichtet mit dem Eingang auf der Westseite. Hanglage, bei Erbauung etwa 1,50 Meter in den Boden eingetieft, so dass Stufen aus Erde hinabführten. Das Gebäude blieb unvollendet, als die Provinz Valeria im 5. Jahrhundert aufgegeben wurde und die Bevölkerung (vermutlich nach Italien) abwanderte. Zeichen dafür, dass hier eine Baustelle zurückblieb, sind vielleicht Klumpen von Kalk im Innenraum, mit denen die Wände verputzt werden sollten, was nicht mehr geschah. Rings um diese Kapelle wurden 55 Bestattungen, meistens in Ziegelgräbern, festgestellt; auch fand man hier den einzigen Steinsarkophag von Soponiae. Darin war ein älterer Mann bestattet mit einer Glaskanne als einziger Beigabe. Da auf dem Friedhof in der Zeit der Arpaden Beisetzungen stattfanden, und einige weitere Indizien dafür sprechen, wird angenommen, dass die Cella Septichora in der Arpadenzeit mit einem Holzdach versehen und als Sakralraum genutzt wurde. |      |
| 12  | XXXIII | Mausoleum                 | Szent István tér | 1975–1976 unter der Leitung von Ferenc Fülep ausgegraben und restauriert. Frühchristlicher Kirchenraum mit Narthex; unterirdische Grabkammer mit eingestürztem Deckengewölbe. In der ursprünglich ganz ausgemalten Kammer befanden sich die Fragmente eines weißen Marmorsarkophags mit personifizierten Jahreszeiten als Dekoration. An der Ostwand das Christogramm zwischen Ornamenten. Von der Ausmalung sind erhalten: Adam und Eva mit dem Baum der Erkenntnis und der Schlange; Daniel in der Löwengrube; Arche Noah (Fragment). In der Völkerwanderungszeit wurde die Kammer als Wohnraum genutzt. |      |
| 13  |        |                           | Apáca utca 14    | Kapelle ohne Grabkammer. |      |
| 14  |        |                           | Apáca utca 8     | Ausgemaltes Doppelgrab. |      |
| 15  |        |                           | Apáca utca 8     | Nicht ausgemalte Grabkammer. |      |
| 16  |        | G/4 Grabkammer            | Apáca utca 8     | Gemeinschaftsgrabkammer mit Resten von Putz. |      |

## Welterbestatus

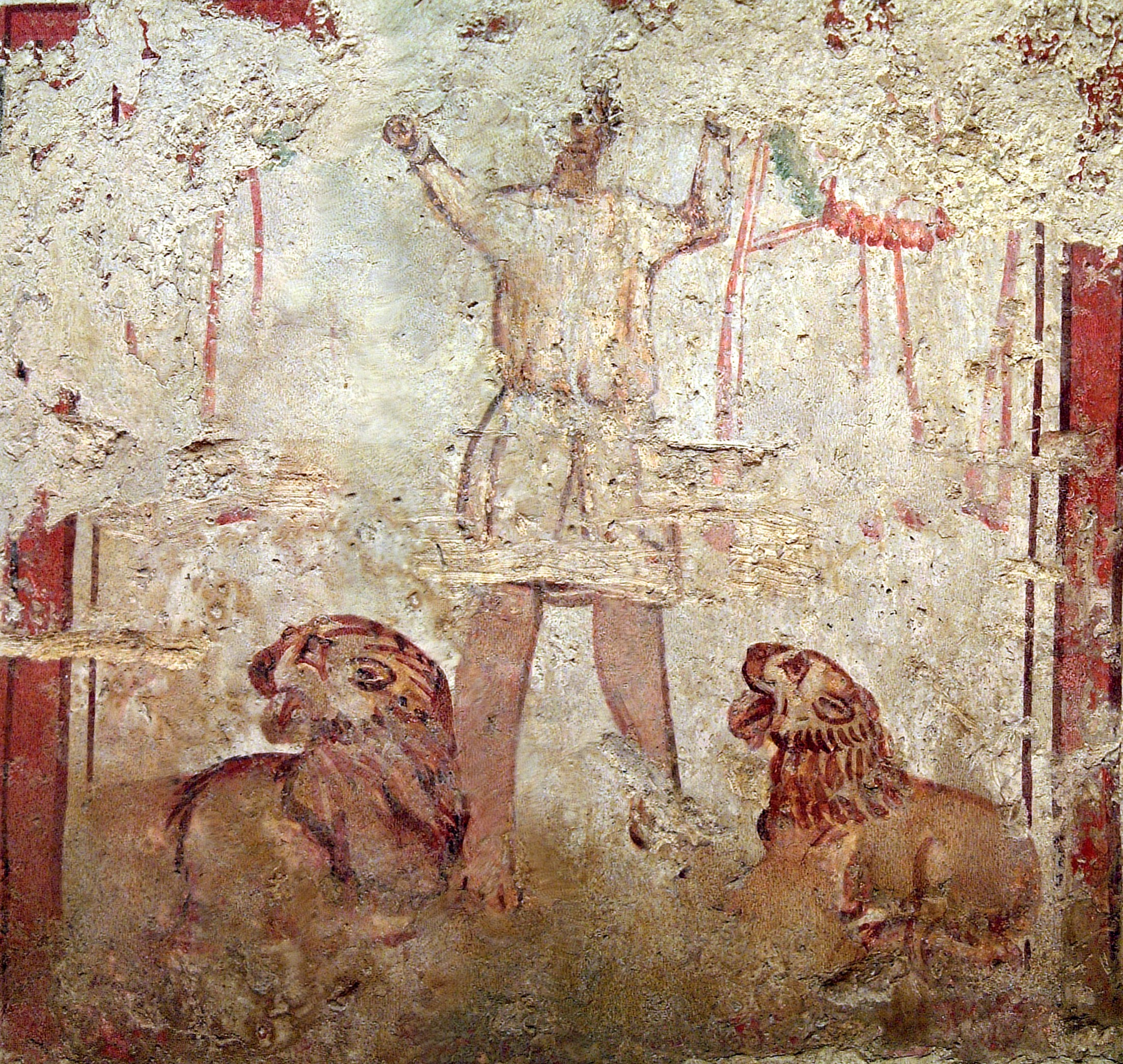
Wandmalerei im Mausoleum: Daniel in der Löwengrube

Da auf dem Gebiet des Nekropole schon seit dem 18. Jahrhundert Funde gemacht wurden und bei den Ausgrabungen im 19. und frühen 20. Jahrhundert nicht alles dokumentiert wurde, ist ein Teil der historischen Substanz, etwa die antiken Fußböden, verloren. Jedoch sind die Schäden nicht so gravierend, dass die Authentizität des frühchristlichen Friedhofs beeinträchtigt wäre.
- Kriterium I: Unter den zeitgenössischen Nekropolen außerhalb Italiens (zum Beispiel Salona und Split in Dalmatien, Sofia und Niś in Bulgarien, oder La Alberca in Spanien) nimmt die Nekropole von Pécs einen hervorragenden Rang ein. Die Wandmalereien haben nur in Italien (Priscilla-Katakombe) ihresgleichen.
- Kriterium IV: Das Ensemble der spätantiken Grabbauten bietet ein seltenes Beispiel kontinuierlicher Bebauung an dieser Stätte von der Spätantike über die Völkerwanderungszeit bis ins Mittelalter. Hierbei richtet sich der Blick auch auf nahe gelegene mittelalterliche Gebäude von Pécs (Bischofspalast, Universität) und osmanische Bauwerke (Moscheen, Hamams, Gräber).